# Fatima Hajaig
Fatima Hajaig (née le 10 décembre 1938), est une femme politique sud-africaine et membre du parti au pouvoir, le Congrès national africain. Elle est membre du Parlement panafricain de l'Union africaine pour l'Afrique du Sud. Elle est la présidente de la commission des affaires étrangères du parlement sud-africain. Elle est vice-ministre des Affaires étrangères sous le président Kgalema Motlanthe.

## Éducation
Hajaig est diplômée de l'Université de Witwatersrand en 1963 . En 1967, elle obtient sa licence en droit (LLB) à l'Université Eötvös Loránd en Hongrie.

## Commentaires sur les juifs
En décembre 2008, elle fait appel au nouvel ambassadeur d'Israël du ministère des Affaires étrangères pour avoir critiquer les actions israéliennes à Gaza. Israël dépose alors une plainte officielle auprès de l'ambassade d'Afrique du Sud à Tel Aviv parce que selon lui, Hajaig a insulté Elias Inbram, le porte-parole de l'ambassade d'Israëlienne, né en Éthiopie, soi-disant qu'il avait été amené à la réunion en tant que noir symbolique et demandant à l'ambassadeur.
Lorsque vos collègues en Europe participent à une réunion de cette envergure, emmènent-ils également quelqu’un avec eux, comme la personne assise à côté de vous ?
Lors de rassemblement organisé par COSATU du mercredi 14 janvier 2009,à Lenasia dans la province de Gauteng, elle déclare « le contrôle de l'Amérique, tout comme celui de la majorité des pays occidentaux, est entre les mains du capilaliste juif et si le capilaliste juif dirige leur nations, alors il ne faut pas s'attendre à autre chose ».
Ses propos sur les Juifs sont condamnés par la ministre des Affaires étrangères Nkosazana Dlamini-Zuma, qui publie un communiqué dans lequel il affirme que de tels propos sont à l'encontre à la politique étrangère. Le Conseil des députés juifs sud-africains dépose une plainte contre Hajaig auprès de la Commission des droits de l'homme du pays .
Le 3 février 2009, elle exprime ses regrets pour les propos qu'elle a tenu lors du rassemblement. Cependant Zev Krengel, le président national du Conseil des députés juifs d'Afrique du Sud, estime que  Hajaig n'évoque que des « excuses violées » dans sa déclaration. « Elle ne reconnait toujours la gravité de ses propos . Elle se contente  de s'excuser pour le mal qu'elle a causé.
Le 4 février 2009, le président sud-africain Kgalema Motlanthe lui envoie un avertissement de « rappel à l'ordre » en raison de ses propos jugés antisémites. Le Conseil des députés juifs sud-africains accepte ses secondes excuses.
Auparavant, le Cabinet exprime son inquiétude à propos de cette déclaration, car celle-ci va à l'encontre des politiques déclarées de ce gouvernement en matière de lutte contre les sentiments antisémites » .